# LACITO

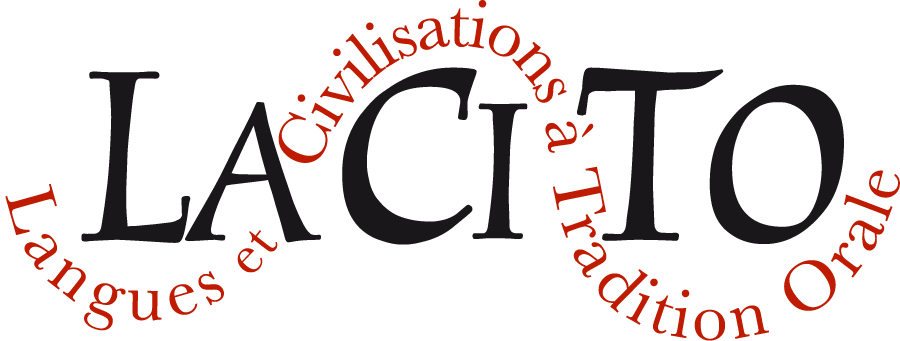

LACITO (Langues et Civilisations à Tradition Orale) è un'organizzazione di ricerca multidisciplinaria, principalmente orientat allo studio di culture e lingue di tradizione orale.
Creata nel 1976 da André-Georges Haudricourt, LACITO è un ramo del Centro Nazionale di ricerca scientifico (CNRS) francese.
Ci si riferisce quindi anche a LACITO–CNRS o CNRS–LACITO.
Un importante contributo di LACITO è la Pangloss Collection (Collezione Pangloss), per la preservazione di archivi audio  delle lingue del mondo in pericolo d'estinzione.